# Hilișeu-Horia (gmina)
Hilișeu-Horia – gmina w Rumunii, w okręgu Botoszany. Obejmuje miejscowości Corjăuți, Hilișeu-Cloșca, Hilișeu-Crișan, Hilișeu-Horia i Iezer. W 2011 roku liczyła 3415 mieszkańców.